# Steinsdorf (Jessen)
Steinsdorf ist ein landwirtschaftlich geprägter Ortsteil der Stadt Jessen (Elster) im Landkreis Wittenberg des Landes Sachsen-Anhalt.

## Lage und Erreichbarkeit
Steinsdorf liegt ca. 10 km nordöstlich der Stadt Jessen und ist über die B 187 und die K 2222 mit ihr verbunden.

## Geschichte
Als Rundling entstanden, wurde Steinsdorf erstmals 1378 unter dem Namen Steindorph in Urkunden erwähnt.
Am 1. Mai 1974 schlossen sich Steinsdorf und Dixförda zur Gemeinde Steinsdorf-Dixförda zusammen. Diese wurde zum 1. Januar 1992 in die Stadt Schweinitz eingegliedert. Am 1. Januar 1993 wechselte Steinsdorf mit der Eingemeindung von Schweinitz nach Jessen (Elster) wenig später erneut die Gemeindezugehörigkeit.